# 我是傳奇 (小說)
《我是傳奇》（英語：I Am Legend）是一本恐怖小說，作者是美國作家李察·麥森。該書初版於1954年並三度改編成電影，其中一部為電影《我是傳奇》。
該書可算是「人屍大戰型故事」的鼻祖，亦可以視為吸血鬼和喪屍分歧的起點，主角又是以含有吸血鬼基因的人類，對付吸血鬼或喪屍的超級英雄始祖。

## 故事大要
在西元1976年突然吸血鬼疾病流行，人類在三年後幾乎都被感染導致「死」於此病並變成吸血鬼，主角羅伯·奈佛（Robert Neville）本來是普通上班族，在從軍時曾經被吸血蝙蝠咬過後，成為了他所知道的唯一完全免疫者，在給無思考能力的吸血鬼包圍的洛杉磯家中，失去了和外界人類的聯絡，長期以蒜頭和尖木樁單獨對抗著吸血鬼，後來在接受事實後開始找尋治療的方法。
後來有一隻流浪狗跑到他家，可惜那隻狗狗很快就離他而去了。
後來一名叫「羅絲」（Ruth）的少女出現，她外表完全正常並被奈佛捕獲，經过一輪相處後彼此似乎愛上對方時，突然羅絲被發覺到仍然是受到感染，她逃出奈佛的家並留下字條，說明其實有一部份的受感染者找出了可以控制病情的藥物，並且建立了新社會，但受感染太嚴重的人藥物對他們無效所以不能回復理智。
最後在主角的家附近，控制病情的新社會的吸血鬼，將無理智的吸血鬼消滅殆盡後，自稱新人類新社會吸血鬼，合力把奈佛拘捕並在新社會的同胞前，意图将他公开处决，因為奈佛不懂得分辨他們兩者的不同，在白天時一律將他們見一個殺一個。罗丝仍对奈佛抱有同情，给他一片毒药，想让奈佛结束得轻松一些。奈佛服下毒药，終於明白到自己是「吸血鬼眼中的吸血鬼」，成為了未來新人類心中的恐怖傳奇，所以他的名字將被歷史記述。

## 獨特的設定
雖然很多故事的吸血鬼有主人(真祖)和僕人之分，前者是原生的吸血鬼例如父母是吸血鬼或突變做成，後者是被被咬的服從前者，但都是同類和即使是僕人有一定意志，即使是真祖和死徒或患者都沒有根本的分別。
但本編是同名異物的吸血鬼。
- 第一種吸血鬼是真正活死人，羅絲稱為真吸血鬼，類似後來大眾文化中喪屍和最原始的吸血鬼形像，是在死後才轉化成這樣的，不死之身的機制是能夠在傷口瞬間產生一層凝膠(類似防彈車胎的原理)，和喪失了痛苦的感覺，也意味普通的刀槍都很難殺死他們。但完全無法在日間活動的和異常害怕大蒜，另一弱點是一旦被造成很大的傷口，反而比普通人更致命的。
- 第二種吸血鬼是只是死活人，自稱為新人類，類似後來大眾文化中的吸血鬼(尤其是「真祖」或「貴族」，可能是借鑒於德拉庫拉 (小說)之類的書)，雖然有超常的體能和生命力，但因為仍然是活人也不能制造凝膠，所以不是不死之身，雖可以在日間活動但能力減弱。真面目是受吸血鬼病原體感染的生還者而且保持了意識，所以作為基督徒的美國人吸血鬼，常有害怕十字架的傾向，後來發明了抑制吸血鬼病的人造血制品，能防止病情惡化但無法根治。
- 奈佛本身的吸血鬼獵人能力，就是感染吸血鬼病的病原體後完全免疫，而且綜合體能和智慧都超過了任何吸血鬼。奈佛錯誤理解自己是普通人，也判斷了第二種吸血鬼「是失去了理性，以為自己是普通人的吸血鬼」，並且沒有試圖使其回復清醒並取得信任，繼續同時消滅兩種吸血鬼，做成無法挽回的後果。

## 評價和影響
本書是作者的成名作，開創其「寫即使如何努力都無法成功」的失敗英雄主題，代表了冷戰時代的悲觀展望，有繼承了二十世紀前中期的三大反烏托邦科幻小說的的意境，被認為是冷戰時代三大諷刺性科幻小說，其中最重要問題是「正常的人反而被視為怪物」，對於當時剛開始興起的後現代主義文藝批判，和對於極權主義社會的人云亦云態度，一般人不願意自我表現的做法諷刺。
其中本書是最早使用科學的角度研究吸血鬼病，並提出了解說與對策和療法的科幻名著，也有繼承了一般人心中最初科幻小說科學怪人風格，即本來是由哥德小說發展出來的味道。而對人未來退化的擔心也有繼承了《時間機器》和《美麗新世界》的思路。而吸血變種人有繼承《時間機器》中地底食人族莫洛克的意味，都有作者反對兩極化思維，抗拒當時社會宣揚仇恨的意識。
但意外本編設定的兩種吸血鬼的異同，與主角獨特的能力，都影響了很多大眾文化的對象，例如第一種吸血鬼大致類似後來故事中無意志的喪屍，而第二種吸血鬼類似後來故事中未來人類中吸血人種原型（聖魔之血和吸血鬼獵人D等），而女主角羅絲也有後來大部分美少女ACG中吸血鬼「真祖」風格。主角也影響了後來故事中吸血鬼獵人的設定，如幽靈刺客和吸血鬼獵人D。
但這和本編起初就反大眾文化的原意大異其趣，因本編代表了十九世紀到二十世紀前中期，因為種族主義和優生學盛行，科幻對於人類的進化多持悲觀的態度，害怕人類退化成動物般的存在。
這方面上本編和同期的《決戰猩球》都有相似之處，這種傾向直到《X戰警》才被扭轉過來，並在亞瑟·查理斯·克拉克的《2001太空漫遊》出現了超人說的正面意義上新人類，可是另一位科幻大師的巨著，才是第一次對本編思想的真正回應。

## 改編電影
其電影版本有三個，電影原著故事有重大分別（特別是第二次與第三次版本），主角都變成了救世主，而主角的對手也被寫成為喪屍而不是吸血鬼:
1. 《地球上最後一人》（The Last Man on Earth，1964年）
2. 《最後一個人》（The Omega Man，1971年）
3. 《我是傳奇》（I Am Legend，2007年）